# ТВМК (футбольний клуб)
ФК «ТВМК» Таллінн (ест. FC Tallinna Vineeri- ja Mööblikombinaat) — колишній естонський футбольний клуб з Таллінна, заснований 1951 року та розформований у 2008 році. Виступав у Мейстрілізі. Домашні матчі приймав на стадіоні «Кадріору», місткістю 4 750 глядачів.

## Досягнення
- Чемпіон Естонії: 1
  - 2005

- Володар Кубка Естонії: 2
  - 2003, 2006

- Володар Суперкубка Естонії: 2
  - 2005, 2006